# ファイター (ダンジョンズ&ドラゴンズ)
ファイターは、ファンタジー・ロールプレイングゲーム『ダンジョンズ&ドラゴンズ』（D&D）に登場するキャラクタークラスの一つ。
ファイターは、D&D最初期から存在するクラスであり、オリジナル版での呼び名は「ファイティング・マン（Fighting Man）」であった。スキルや戦術を駆使し、武器を重視して戦う万能の戦士である。一般的かつ幅の広いクラスであり、個々のファイターには、冒険者、元兵士、ボディガード、盗賊、剣の達人など、様々な背景やスタイルがある。

## 歴史

### Original Dungeons & Dragons
「ファイティング・マン」は、『Original Dungeons & Dragons』における3つのクラスのうちの1つであり、他の2つのクラスはマジック・ユーザーとクレリックであった。
「パラディン」はファイティング・マンのサブクラスとして、『Supplement I: Greyhawk』（1975）に登場した。

### Dungeons & Dragons Basic set
『D&D Basic set』では、使用可能なキャラクタークラスに「ファイター」が登場した。

### Advanced Dungeons & Dragons第1版
「ファイター」は、オリジナルの『プレイヤーズハンドブック（『PHB』）』で使用できる標準的なクラスの1つであり、5つのコア・クラスの1つとして紹介されていた。第1版『Advanced Dungeons & Dragons』において、ファイターは物理的な戦闘に最も適したクラスであり、他の能力を持たないという弱点でバランスがとられていた。ファイターは通常、知力、判断力、魅力を高めても大きな恩恵は無く、筋力、敏捷力、耐久力を上げることで、戦闘力を高めることができた。高いヒット・ポイント（HP）、強力な鎧を装備できる、そしてTHAC0の低下が最速であることも、戦闘において強みだった。よく使われるオプションルールとして、ファイターは武器を専門化することで、命中とダメージにさらなるボーナスを得るというのもある。
『PHB』では、ファイターのヒット・ダイスはd10に増加した。

### Advanced Dungeons & Dragons第2版
「ファイター」は「ウォーリアー」グループの一つとして、第2版『PHB』で使用可能な標準クラスの1つである。第2版『PHB』には、伝説上の有名なファイターの例をいくつか挙げている。ヘーラクレース、ペルセウス、ハイアワサ、ベーオウルフ、ジークフリート、クー・フーリン、リトル・ジョン、トリスタン、シンドバッドなどである。この本には、偉大な将軍や戦士の名前も多く挙げられている。エル・シッド、ハンニバル、アレクサンダー大王、カール大帝、スパルタクス、リチャード獅子心王、ベリサリウスなどである。
『The Complete Fighter's Handbook』には、ファイターといくつかのサブクラスが詳述されている。この本は、このクラスの特殊能力の欠如を補う試みがなされた。スワッシュバックラー、グラジエーター、ノーブルウォーリアーといった様々なキットを提供することに加え、ハンドブックではプレイヤーがウォーリアーの戦闘能力をカスタマイズできる、いくつかのスキルを紹介した。新ルールには、グループ武器の習熟度、継続的な特殊化、素手戦闘の追加ルール、4つの異なる戦闘スタイル（シングルウェポン、ツーウェポン、ウェポン&シールド、ツーハンドウェポン）が導入された。

### Dungeons & Dragons第3版
『D&D第3版』では、ファイターの能力のほとんどが「combat feats（ファイターがbonus featsとして選択可能なもの）」となり、そのメカニズムが大きく変更された。これにより、ファイターは単純な攻撃よりも、専門化した様々な戦闘技術を選択できるようになった。
アイコニック・キャラクターは、ヒューマンの男「Regdar」である。

#### Dungeons & Dragons第3.5版
『D&D3.5版』では、ファイターは第3版と比べて大きな見直しは行われなかった。主な変更点は、「Greater Weapon Focus」と「Greater Weapon Specialization」（どちらも選択した武器による攻撃力を上げる）の特技がファイター専用になったことである。3.5版では、ファイターの主要な（そして唯一の）クラス特徴である、特技ツリーの深みを増すことに重点が置かれた。
2006年の『Player's Handbook II』では、ファイターが使用できる特技の数が大幅に増加し、武器特化能力と同様に高レベルのファイターのみが使用できる能力が多数追加された。

### Dungeons & Dragons第4版
「ファイター」は『D&D第4版』のコア・クラスであり、他のクラスと同様に新たなパワー・システムを採用し、「武勇」のパワー源を持つ。ファイターの役割は防御役であり、高いHP、優れた防御能力、他のパーティ・メンバーを敵から守る能力を持つ。もう1つの防御役である「パラディン」とは異なり、ファイターは味方を回復することができず、遠隔戦闘能力も制限されるが、与ダメージ能力と移動力のコントロールに長ける。
『プレイヤーズ・ハンドブック』には、攻撃重視の「Great Weapon Fighter」と、防御重視の「Guardian Fighter」の2種類のビルドが紹介されている。『武勇の書（Martial Power）』では、さらに2つのビルドが紹介されている。2つの軽武器を使用する「Tempest Fighter」と、斧とハンマーを使用し、一時的なHPという形で回復力が大幅に強化された「Battlerager Fighter」である。ファイターの攻撃パワーは一般的に武器をベースとし、攻撃ロールに筋力を使用するが、敏捷力、判断力、耐久力の恩恵を受けるパワーも多い。ファイターの攻撃の中には、アックス、スピア、ライトブレードなど、特定のグループの武器で使用すると追加効果が得られるものもある。

#### Dungeons & Dragons Essentials
エッセンシャルズ・ルールブック『ヒーローズ・オヴ・ザ・フォールン・ランズ 墜ちた地の勇者（Heroes of the Fallen Lands）』では、ファイターの別バージョンとして、「ナイト」と「スレイヤー」の2種類が紹介されていた。ナイトは防御に重点を置き、スレイヤーは攻撃と防御の両方に重点を置く。

### Dungeons & Dragons第5版
「ファイター」は、『D&D第5版』の『PHB』にコア・クラスとして含まれている。プレイヤーは3レベル時、ファイターのサブクラス「戦士の類型」から1つを選ぶことができる。シンプルなパワーに重点を置いた「チャンピオン」、「戦技」という武器の威力を高める独自リソースを持つ「バトル・マスター」、一部の呪文が使用可能になる「エルドリッチ・ナイト」である。
後に出版されたソースブックでは、追加のサブクラスを与えることで、ファイターというクラスを拡張している。『ソード・コースト・冒険者ガイド（Sword Coast Adventurer's Guide）』 (2015)では、「パープル・ドラゴン・ナイト」が追加され、味方の支援とサポートに重点が置かれている。『ザナサーの百科全書（Xanathar's Guide to Everything）』（2017）では、魔法を込めた弓術を使う「アーケイン・アーチャー」、騎乗戦闘や味方の防御、敵との交戦のためのマーキングなどに重点を置いた「キャヴァリアー」、回復力、素早い攻撃、社交的な交流に重点を置く「サムライ」が追加された。『Explorer's Guide to Wildemount』（2020）には「Echo Knight」が追加された。『ターシャの万物釜（Tasha's Cauldron of Everything）』（2020）では、「サイ・ウォーリア―」と「ルーンナイト」が追加された。

## ノンプレイヤーキャラクター
第3版には「ウォリアー」という、ファイターを簡略・弱体化したものがあり、町のガードマンなどのノンプレイヤーキャラクターとして使用することを想定している。

## 評価
スコット・テイラーは、Black Gateにおいて「確かに、多くのゲーマーはファイターから始まる。ファイターは基本的に "簡単"であり、新規プレイヤーのクラスだ。武器を振ってダイス運を祈るだけでいいからだ。呪文を覚える必要も、祈祷書や聖印も、盗賊道具も必要ない。ただ鎧を着て、剣を持って行くだけだ。お分かりだろうが、私は本当にそれが好きなのだ！」と語っている。
Screen Rantは、ファイターを第5版の12コア・クラスの中で、2番目に強力なクラスと評価した。
The Gamerは、『ザナサーの百科全書』に登場する32の新キャラクター・オプションの中で、第5版のファイターのサブクラス「サムライ」を「13の素晴らしいサブクラス」の1つとして紹介している。
FiveThirtyEightのGus Wezerekによる第5版のレポートでは、2017年8月15日から9月15日までに、プレイヤーがD&D Beyondで作成したキャラクター10万人あたりのクラスと種族の組み合わせの内、ファイターが合計13,906人と最も多く作成されたと報告した。種族の組み合わせではヒューマン（4,888）が最も多く、次いでドワーフ（2,009）、そしてドラゴンボーン（1,335）の順だった。Wezerekは、「5年前に『D&D』をプレイし始めたとき、このゲームで最も人気のある組み合わせである、"ヒューマンのファイター"を選ぶことはなかっただろう。私の最初のキャラクターは、アルビノのドラゴンボーンのソーサラーだった。でも最近は、この組み合わせのシンプルさが理解できるようになった。」と語っている。